# Grobia

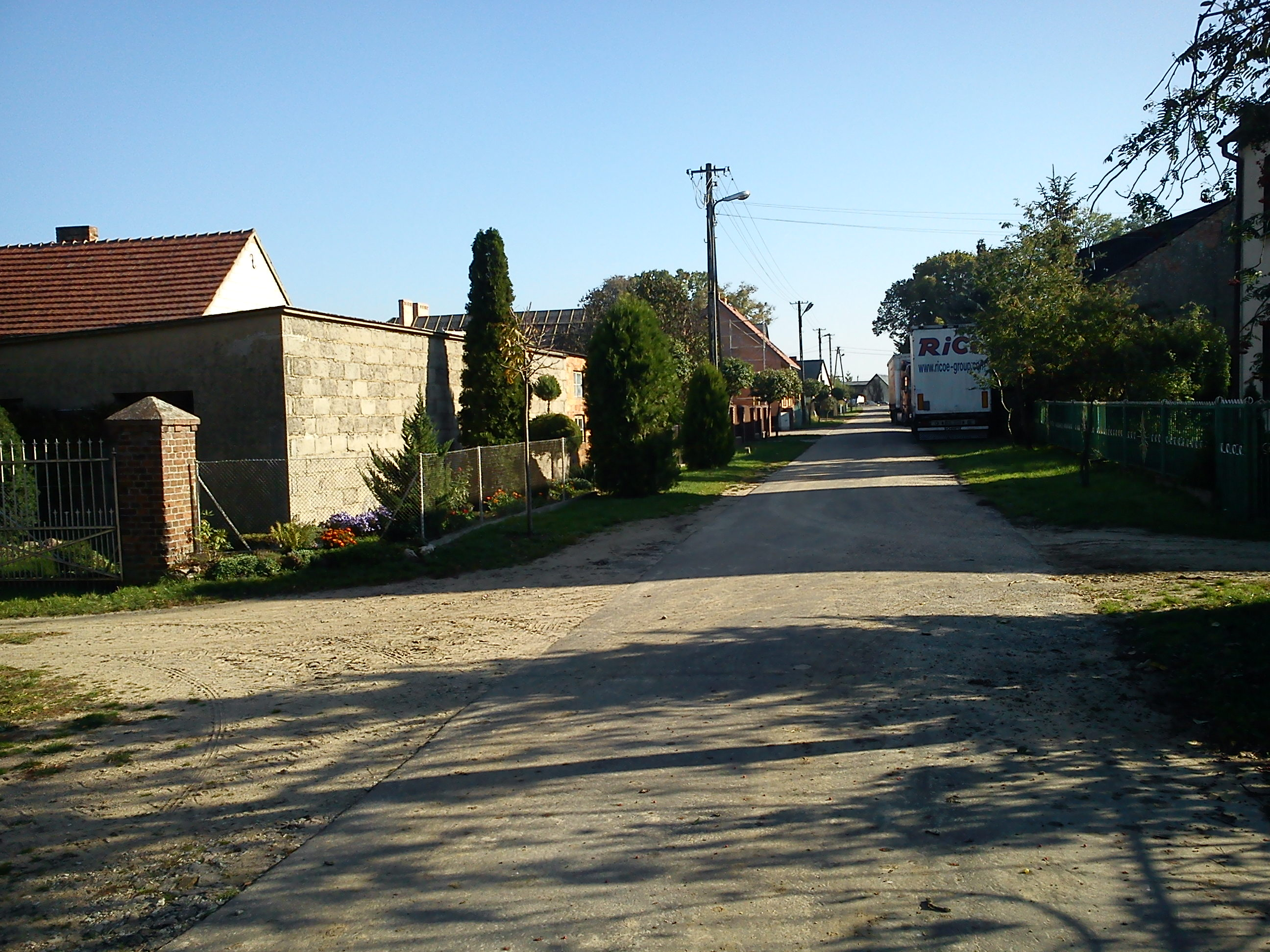
Jaroszewo (2011)

Grobia (deutsch Grabitz) ist ein Dorf in Polen. Der Ort liegt im Powiat Międzychodzki der Wojewodschaft Großpolen.